# Таркарі
Таркарі (бенг. সবজি তরকারী) — гострий овочевий карі, що походить з індійського субконтиненту, зокрема в Бангладеші, Індії, Пакистані та Непалі. Способи приготування таркарі варіюються від простих до складних. Ці карі, виготовлені з овочів, популярні на значних частинах Індійського субконтиненту, Маврикія, Фіджі, Південної Африки та Карибського басейну.
У Непалі ви їсте щодня з Дал Бхат. Таркарі приїхав на острів Тринідад з руки індіанців та індонезійців, а звідти він перейшов до Венесуели. на Венесуельському Заході, особливо в штаті Фалькон, типовий козячий Таркарі, де для посушливих регіону, Існує рясне розведення коз.